# Akysis vespertinus
Akysis vespertinus е вид лъчеперка от семейство Akysidae.

## Разпространение
Видът е разпространен в Мианмар.

## Описание
На дължина достигат до 3,4 cm.